# Pastorale americana
Pastorale americana (titolo orig. American Pastoral) è un romanzo dello scrittore americano Philip Roth, pubblicato nel 1997.
Il libro racconta la vita di Seymour Levov, soprannominato "the Swede" (ossia, lo svedese), un uomo d'affari ebreo-americano di Newark, ex sportivo di successo alla scuola superiore. La felicità e il suo stile di vita convenzionale da alta classe media americana viene rovinata dalle turbolenze e dalle tensioni sociali e politiche scoppiate negli anni sessanta, durante la presidenza di Lyndon B. Johnson, descritte nel romanzo come una manifestazione dell'impazzimento indigeno americano. Le sue grandi doti personali e gli enormi sforzi fatti per integrarsi con successo nella comunità non sono sufficienti a evitare il disastro familiare. Il libro fa parte dell'American Trilogy, seguita da Ho sposato un comunista (1998) e da La macchia umana (2000). Roth vinse il Premio Pulitzer per la narrativa del 1998 con Pastorale americana.
La cornice di Pastorale americana è il 45° ritrovo degli allievi di una scuola superiore cui partecipa Nathan Zuckerman, la voce narrante e personaggio che compare quale alter ego dell'autore in diversi romanzi di Roth.

## Trama

### Cornice
Al ritrovo degli ex-alunni della sua scuola, Zuckerman incontra il suo vecchio amico Jerry Levov, che gli racconta brevemente i tragici eventi della vita di suo fratello maggiore Seymour, che il giovane Nathan aveva idolatrato per via delle sue doti sportive. Nel resto del romanzo Zuckerman ricostruisce una biografia immaginaria dello "svedese", basandosi sui suoi ricordi di due brevi incontri avuti con lui negli ultimi anni, sul racconto di Jerry e su alcuni ritagli di giornale.
Nei due incontri Seymour appare felice e fin troppo soddisfatto della sua vita e dei tre figli avuti dalla seconda moglie, ma evita di parlare del suo primo matrimonio se non facendo qualche riferimento agli shock che avevano colpito la sua famiglia; la conversazione con Jerry rivela che questi shock riguardano soprattutto Merry, la figlia nata dal primo matrimonio dello "svedese".
La ricostruzione immaginaria della vita di Seymour si limita a questo primo matrimonio e termina nel 1974.

### La vita dello "svedese"
Seymour Levov nasce e cresce a Newark, in New Jersey. Suo padre è di origini ebraiche e possiede una piccola fabbrica di guanti in rapida espansione, la Newark Maid. Seymour viene presto soprannominato "lo svedese" per via della sua capigliatura bionda, dei suoi occhi blu e del suo bell'aspetto nordico; eccelle in tre sport (baseball, basket e football), cosa che lo rende una sorta di eroe nella scuola che frequenta. Più tardi egli sostituisce il padre alla guida della Newark Maid e sposa Dawn Dwyer, una cattolica di origini irlandesi, ex Miss New Jersey.
La vita dello "svedese" è apparentemente perfetta, con una famiglia armoniosa, affari soddisfacenti e una bella casa immersa nella natura delle zone rurali del New Jersey. Il principale problema sembra essere il fatto che Merry (unica figlia di Seymour) balbetta. Ma, mentre infuria la guerra del Vietnam ed i disordini razziali degli anni sessanta distruggono il centro di Newark, Merry, ormai sedicenne, diventa sempre più ribelle e politicizzata e si unisce all'organizzazione politica di estrema sinistra dei Weather Underground. La "vita pastorale" di Levov viene distrutta quando Merry compie un attentato dinamitardo contro un ufficio postale, uccidendo una persona e dandosi poi alla fuga.
Nei successivi 5 anni Levov cerca in tutti i modi di tenere assieme quel che resta della propria famiglia e persino di riportare Merry a casa. Ma nell'ultima giornata descritta nel romanzo queste illusioni si dissipano definitivamente e le vite personali dei protagonisti vanno completamente in pezzi, mentre sullo sfondo le udienze dello scandalo Watergate scuotono gli Stati Uniti.

## Trilogia Americana
Ho sposato un comunista (1998) e La macchia umana (2000) sono gli altri due romanzi di Roth che compongono la cosiddetta seconda trilogia in cui compare Nathan Zuckerman.

## Adattamento cinematografico
Dal romanzo è stato tratto un film del 2016 diretto e interpretato da Ewan McGregor, che riveste il ruolo dello "svedese".

## Edizioni italiane
- Pastorale americana, traduzione di Vincenzo Mantovani, Collana Supercoralli, Torino, Einaudi, 1998,  p. 423, ISBN 978-88-061-4738-9. - Collana Einaudi Tascabili. Letteratura n.820, Einaudi, 2001, ISBN 978-88-061-5834-7; Milano, Club degli Editori, 1999; La Biblioteca di Repubblica n.74, Roma, La Repubblica-L'Espresso, 2003, ISBN 978-84-961-4246-6; Collana Coast to Coast, Milano, Il Sole24 Ore, 2013; Collana Super ET, Einaudi, 2013-2024, ISBN 978-88-062-1803-4; Milano, Corriere della Sera-RCS MediaGroup, 2018.